# Four Four Two
Four Four Two, stiliserat som FourFourTwo, är ett internationellt fotbollsmagasin som ger ut utgåvor i flera länder, däribland Sverige. Den svenska redaktionen leds av chefredaktör Daniel Eriksson och delar årligen ut pris till Sveriges bäste fotbollskrönikör, i tidningens tävling Krönikörallsvenskan. Sedan priset inrättades har Simon Bank och Mats Olsson vunnit två gånger var.
Fotbollsspelaren och den tidigare spanske landslagsmannen Míchel Salgado dyker regelbundet upp i varje nummer med en krönika. 
Four Four Twos australiska version finns som Ipad-magasin. 